# La meg være ung
«La meg være ung» —en español: «Déjame ser joven»— es una canción compuesta por Arne Bendiksen, publicada en 1964 e interpretada en noruego por Odd Børre & The Cannons y Wenche Myhre. Participó en la cuarta edición del Melodi Grand Prix en 1964.

## Festival de Eurovisión

### Melodi Grand Prix 1964
Esta canción participó en el Melodi Grand Prix de 1964, celebrado el 15 de febrero ese año. Fue presentado por Odd Gythe. La canción fue interpretada en segundo y séptimo lugar el día del certamen: primero por Børre & The Cannons con una pequeña banda y luego por Myhre con una orquesta, precedidos por ella y Elisabeth Granneman con «God gammel firkantet vals» y seguidos por Inger Jacobsen y Jan Høiland con «Ingen sol finner vei (til min gate)». Finalmente, quedó en tercer puesto de 10, con 57 puntos.